# Santiago de Alcántara
Santiago de Alcántara és un municipi de la província de Càceres, a la comunitat autònoma d'Extremadura (Espanya).

## Història
A La caiguda de l'Antic Règim la localitat es constitueix en  municipi constitucional a la regió de Extremadura, conegut com a «Santiago de Carbajo» fins a mitjan segle xx. Des de 1834 va quedar integrat en el Partit Judicial de València d'Alcántara. Al cens de 1842 comptava amb 400 llars i 2191 veïns.

## Demografia
| 2001 | 2002 | 2003 | 2004 | 2005 | 2006 |
| ---- | ---- | ---- | ---- | ---- | ---- |
| 758  | 741  | 727  | 705  | 725  | 724  |